# خيسوس أسكوبادو
خيسوس أسكوبادو (بالإسبانية: Jesús Escobedo)‏ هو رسام مكسيكي، ولد في 2 يونيو 1918، وتوفي في 13 أكتوبر 1978.